# NGC 2407
NGC 2407 је елиптична галаксија у сазвежђу Близанци која се налази на NGC листи објеката дубоког неба.
Деклинација објекта је + 18° 20' 1" а ректасцензија 7h 31m 56,6s. Привидна величина (магнитуда) објекта NGC 2407 износи 13,8 а фотографска магнитуда 14,8. NGC 2407 је још познат и под ознакама UGC 3896, MCG 3-20-1, CGCG 86-42, CGCG 87-3, NPM1G +18.0162, PGC 21220.